# Ialoveni
Ialoveni is een gemeente - met stadstitel - en de hoofdplaats van de Moldavische bestuurlijke eenheid (unitate administrativ-teritorială) Ialoveni.
Ialoveni telt 15.700 inwoners (01-01-2012).